# Tour d'Italie 1930
La 18e édition du Tour d'Italie s'est élancée de Messine le 17 mai 1930 et est arrivée à Milan le 8 juin. L'Italien Luigi Marchisio s'y est imposé.

## Équipes participantes
- Bianchi
- Dei
- Gloria
- Legnano
- Maino
- Indépendant

## Classement général
| Classement général final |                   |
| --- | ----------------- |
| \| 1. Luigi Marchisio \| 115 h 11 min 55 s \| \| 2. Luigi Giacobbe \| à 52 s \| \| 3. Allegro Grandi \| à 1 min 49 s \| \| 4. Ambrogio Morelli \| à 11 min 12 s \| \| 5. Antonio Pesenti \| à 16 min 01 s \| \| 6. Antonio Negrini \| à 17 min 48 s \| \| 7. Felice Gremo \| à 22 min 28 s \| \| 8. Aristide Cavallini \| à 23 min 58 s \| \| 9. Learco Guerra \| à 36 min 10 s \| \| 10. Amerigo Cacioni \| à 37 min 11 s \| \| 115 partants, 67 arrivés \| \| |                   |
| 1. Luigi Marchisio | 115 h 11 min 55 s |
| 2. Luigi Giacobbe | à 52 s            |
| 3. Allegro Grandi | à 1 min 49 s      |
| 4. Ambrogio Morelli | à 11 min 12 s     |
| 5. Antonio Pesenti | à 16 min 01 s     |
| 6. Antonio Negrini | à 17 min 48 s     |
| 7. Felice Gremo | à 22 min 28 s     |
| 8. Aristide Cavallini | à 23 min 58 s     |
| 9. Learco Guerra | à 36 min 10 s     |
| 10. Amerigo Cacioni | à 37 min 11 s     |
| 115 partants, 67 arrivés |                   |

## Étapes
| Étape     | Date   | Villes étapes               | km  | Vainqueur d'étape   | Leader du classement général |
| 1re étape | 17 mai | Messine – Catane            | 174 | Michele Mara        | Michele Mara                 |
| 2e étape  | 18 mai | Catane - Palerme            | 280 | Leonida Frascarelli | Antonio Negrini              |
| 3e étape  | 20 mai | Palerme - Messine           | 257 | Luigi Marchisio     | Luigi Marchisio              |
| 4e étape  | 22 mai | Reggio Calabria - Catanzaro | 173 | Luigi Marchisio     | Luigi Marchisio              |
| 5e étape  | 23 mai | Catanzaro - Cosenza         | 118 | Domenico Piemontesi | Luigi Marchisio              |
| 6e étape  | 25 mai | Cosenza - Salerno           | 292 | Allegro Grandi      | Luigi Marchisio              |
| 7e étape  | 27 mai | Salerno - Naples            | 180 | Raffaele Di Paco    | Luigi Marchisio              |
| 8e étape  | 28 mai | Naples - Rome               | 247 | Learco Guerra       | Luigi Marchisio              |
| 9e étape  | 30 mai | Rome - Teramo               | 203 | Michele Mara        | Luigi Marchisio              |
| 10e étape | 31 mai | Teramo - Ancône             | 185 | Michele Mara        | Luigi Marchisio              |
| 11e étape | 2 juin | Ancône - Forlì              | 182 | Learco Guerra       | Luigi Marchisio              |
| 12e étape | 3 juin | Forlì - Rovigo              | 188 | Michele Mara        | Luigi Marchisio              |
| 13e étape | 5 juin | Rovigo - Asiago             | 150 | Antonio Pesenti     | Luigi Marchisio              |
| 14e étape | 6 juin | Asiago - Brescia            | 186 | Leonida Frascarelli | Luigi Marchisio              |
| 15e étape | 8 juin | Brescia - Milan             | 280 | Michele Mara        | Luigi Marchisio              |

## Sources
- (nl) Cet article est partiellement ou en totalité issu de l’article de Wikipédia en néerlandais intitulé « Ronde van Italië 1930 » (voir la liste des auteurs).